# Phibalura flavirostris
Phibalura flavirostris là một loài chim trong họ Cotingidae.